# Lurdes Foresti de Almeida Toledo
Lurdes Foresti de Almeida Toledo (1942) es una bióloga ictióloga, entomóloga, y profesora brasileña, doctorada en biología por la Universidad de São Paulo, en 1978; y licenciada en historia natural por la Facultad de Filosofía, Ciencias y Letras de Río Claro, SP, en 1963, y la habilitación docente en 1997, en el Instituto de Biociencias de la Universidad de São Paulo. En la actualidad es profesora, en el Departamento de Genética y Biología Evolutiva, Instituto de Biociencias de la Universidad de São Paulo.
Ha trabajado extensamente en acuicultura, específicamente en los sistemas de cebos vivos, de EMBRAPA, como investigadora.

## Obra

### Algunas publicaciones
- p.c. SCHACHETTI, j.c.p. Alves, r. UTSONOMIA, f.l. CLARO, c. OLIVEIRA, f. FORESTI, l.f. ALMEIDA-TOLEDO. 2012. Molecular Characterization and Physical Mapping of Two Classes of 5S rDNA in the Genome of Gymnotus sylvius and G. inaequilabiatus (Gymnotiformes, Gymnotidae). Cytogenetic and Genome Res. 136: 131-137

- k.f. KAVALCO, rubens PAZZA, karina BRANDÃO, caroline GARCIA, l.f. ALMEIDA-TOLEDO. 2011. Comparative Cytogenetics and Molecular Phylogeography in the group Astyanax altiparanae - Astyanax aff. bimaculatus (Teleostei, Characidae). Cytogenetic and Genome Res. 134: 108-119

- l.f. ALMEIDA-TOLEDO, p.c. SCACHETTI, j.c.p. Alves, r. Utsonomia, felippe lourenço Claro, c. OLIVEIRA, f. FORESTI, f.c.a. FORESTI. 2011. Molecular Characterization and Physical Mapping of two classes of 5S rDNA in the genomes of Gymnotus sylvius and Gymnotus inaequilabiatus (Gymnotiformes, Gymnotidae). Cytogenetic and Genome Res. 10: 000335658-7

- c.b. MOYSÉS, m.f.z. DANIELSILVA, carlos eduardo Lopes, l.f. ALMEIDA-TOLEDO. 2010. Cytotype-specific profiles and karyotypes in the Neotropical genus Eigenmannia (Teleostei: Gymnotiformes). Genética ('s-Gravenhage) 138: 179-189

- caroline GARCÍA, c. OLIVEIRA, l.f. ALMEIDA-TOLEDO. 2010. Karyotype evolution trends in Rhamdia quelen (Siluriformes, Heptapteridae) with considerations about the origin and differentiation of its supernumerary chromosomes. Genetics and Molecular Res. 9 (1): 365-384

- -------------------------, l.f. ALMEIDA-TOLEDO. 2010. Comparative chromosomal analyses in species of the genus Pimelodella (Siluriformes, Heptapteridae): occurrence of structuraland numerical polymorphisms. Caryologia (Firenze) 63-1: 32-40

- karine frehner KAVALCO, rubens PAZZA, l.f. ALMEIDA-TOLEDO. 2010. Citogenética clássica e molecular de Astyanax ribeirae (Teleostei, Characidae): um lambari endêmico da Mata Atlântica. Nucleus (Calcutta): 53

- --------------------------------------, ----------------------, ---------------------------------. 2010. Molecular cytogenetics of Astyanax ribeirae (Teleostei, Characidae) an endemic characin of the Atlantic rainforest. Nucleus (Calcutta) 1: 1-7

- frederico HENNIG, c.b. MOYSÉS, d. CALCAGNOTTO, l.f. ALMEIDA-TOLEDO. 2010. Independent fusions and recent origins of sex chromosomes in the evolution and diversification of the glass knife fishes (Eigenmannia). Heredity (Edinburgo) 105: 10-24

- felippe lourenço Claro, l.f. ALMEIDA-TOLEDO. 2010. Evidence of chromosome fusion in Gymnotus Albert & Fernandes-Matioli, 1999 (Teleostei, Gymnotiformes) detected by telomeric probes and R-banding. Caryologia (Firenze) 63 (2): 134-141

### Capítulos de libros publicados
- l.f. Almeida Toledo, m.f.z. Daniel-Silva, c.b. Moysés, s.b.a. Fonteles, c.e. Lopes, a. Akama, f. Foresti. 2003. Special issue on Sex Chromosomes. Cytogenetic and Genome Res. 99: 164-169

- ----------------------------, fausto FORESTI, silvio almeida TOLEDO FILHO. 1987. Cytogenetic Studies in Colossoma mitrei, Colossoma macropomum and their interespecific hybrids. En: Klaus Tiews. (org.) Selection Hybridization and Genetic Engeneering in Acquaculture. 1.ª ed. Berlín: Heenemann Verlagsgesellschaft mbH, 1987, pp. 189-195

## Honores

### Membresías
- 2006 - presente: Genetics and Molecular Biology

### Distinciones
- 2005:	Mención Honorífica a trabajo presentado en el 51.° Congreso Brasileño de Genética, Sociedade Brasileira de Genética

- 2004:	Mención Honorífica a trabajo presentado a la Sociedade Brasileira de Genética[2]

## Abreviatura (zoología)
La abreviatura Almeida Toledo  se emplea para indicar a Lurdes Foresti de Almeida Toledo como autoridad en la descripción y taxonomía en zoología.